# Особняк Губина
Особня́к Гу́бина — здание в стиле классицизм, расположенное в Москве на улице Петровке. Было построено в 1793—1799 годах по проекту архитектора Матвея Казакова для купца Михаила Губина. С середины XIX века помещения сдавались в аренду разным организациям и частным школам, после 1917 года усадьба перешла в ведомство Института фтизиатрии и ортопедии Наркомздрава. С 1999-го дом является одним из филиалов Московского музея современного искусства.

## История

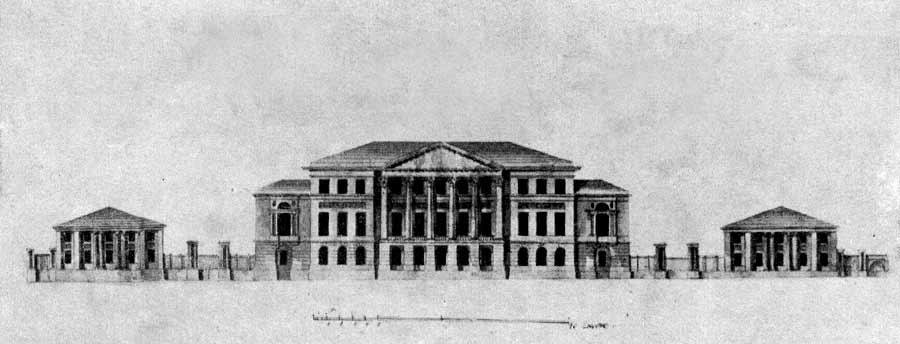
Чертёж главного фасада дома Губина из архитектурного альбома Матвея Казакова, 1790-е годы

### Строительство
В XVII веке территорию напротив Высоко-Петровского монастыря занимала монастырская рабочая слобода. К началу XVIII столетия участок принадлежал князю Ивану Долгорукову. Когда вельможу уличили в составлении поддельного завещания Петра II, все его имения конфисковали. Позднее владение на Петровке пожаловали его сестре Александре Григорьевне Долгоруковой по случаю свадьбы с Василием Салтыковым (дядя императрицы Анны Иоанновны). В 1756 году княжна продала усадьбу сибирскому купцу С. Н. Тетюшенкову (по другим данным — Тетюшину). Он перестроил дом в полотняную фабрику и возвёл по бокам от главного корпуса хозяйственные постройки. Однако уже через четыре года земля перешла в собственность «содержателю медных и железных заводов» Ивану Борисовичу Твердышеву. В этот период комплекс реконструировали в городскую усадьбу, а вдоль Благовещенского переулка разбили большой сад с прудами.
К 1782 году территорию вместе с соседними участками приобрёл оренбургский купец Дмитрий Кузьмич Крашенников. В 1793-м участок перешёл в собственность уральского заводчика Михаила Губина, который заказал возведение усадьбы у архитектора Матвея Казакова. Некоторые исследователи полагают, что Казаков использовал в своём проекте части старых зданий Тетюшенкова. Эту теорию подтверждают планы двух имений, на которых видно, что главный дом, двор и сад не изменили своих габаритов. Новый особняк также расположился вдоль красной линии улицы. Его парадный вход находился со стороны заднего фасада, что стало отличительной чертой усадьбы. Предположительно, подобную планировку архитектор выбрал, чтобы звуки балов и подъезжавших экипажей не мешали монахам Высоко-Петровского монастыря. Вокруг дома Казаков разбил просторные сады с прудами и оранжереями. Строительство было окончено в 1799 году. По легенде, владелец покрыл кровлю здания такими прочными листами железа с собственных заводов, что крыша не требовала ремонта более ста лет.

### Использование

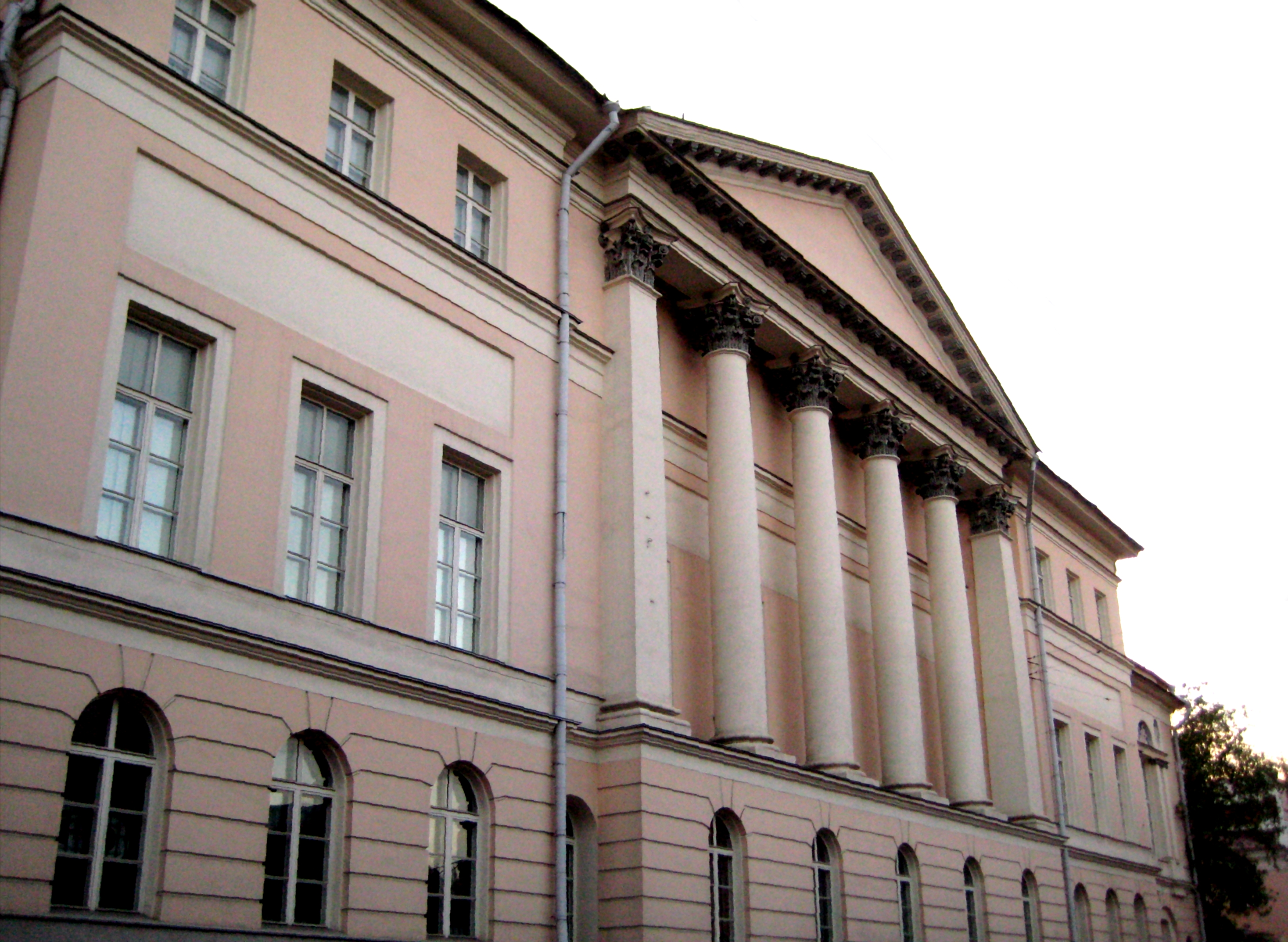
Портик главного фасада, 2011 год

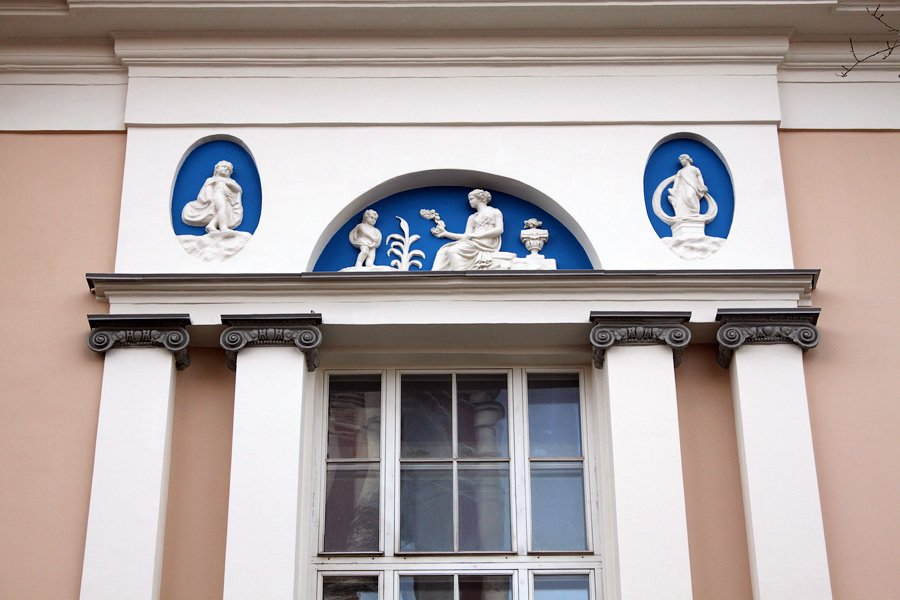
Скульптурные барельефы боковых корпусов особняка Губина, 2013 год

Дом сильно пострадал во время оккупации Москвы французами, его реконструировали в 1823—1828 годах. Была восстановлена первоначальная отделка главного корпуса с росписями стен и потолков, лепнинами и керамическими печами. Предположительно, проект реставрации подготовил архитектор Осип Бове.
После смерти Губина владение перешло к наследникам предпринимателя, которые с середины XIX века сдавали помещения и землю в аренду. Так, в 1860-х годах на территории приусадебного парка разбили «зимний сад братьев Фоминых», где действовала оранжерея. В зимнее время года замёрзший пруд использовали под общественный каток и проводились спортивные соревнования. В 1880-х годах на территории усадьбы возвели театр Фёдора Корша и шесть жилых домов.

До 1871-го в центральной части особняка располагался пансион Циммермана. Затем его сменила гимназия Креймана, переехавшая на Петровку из дома Охотникова на улице Пречистенке. Среди педагогов заведения числились филолог Филипп Фортунатов, зоолог Леонид Сабанеев, ботаник Владимир Беляев, математик Дмитрий Егоров, литературовед Леонид Бельский и другие. В стенах этого заведения обучались научные и общественные деятели: Александр Эйхенвальд, Сергей Скирмунт, Алексей Шахматов, Юрий Готье и другие. Некоторое время академию на Петровке также посещал поэт Валерий Брюсов, однако он был исключён из пятого класса за издание гимназического журнала за содержавшиеся там атеистические и республиканские идеи. О порядках, царивших в гимназии, рассказал преподаватель математики Юрий Францевич Виппер: 
В общении детей с наставниками и основателями и обратно веяло чем-то родственным, не было и тени установившихся в школах отношений, которые указывают на какую-то затаенную злобу.
В 1904 году гимназия Креймана переехала в собственное здание и её помещения заняла женская школа Варвары Васильевны Потоцкой, где преподавали учёные Пётр Коган, Леонид Синицкий, Михаил Коваленский, Иван Розанов и другие. Позднее часть особняка арендовали «реальное училище» и «торговая школа» инженера Ф. Ф. Виноградова, классы хорового пения Михаила Ипполитова-Иванова, а также редакции журналов «Охота», «Московские ведомости» и «Столичная Молва». Некоторое время в помещениях бывшей усадьбы располагалось фотоателье Франца Иосифовича Опица. Позднее его сменила фотостудия Д. Н. Карелина, где фотографировался драматург Антон Чехов. Отдельные помещения дома сдавались под жилые квартиры. В разные периоды их снимали Юрий Самарин, на тот момент служивший гласным Московской думы, и археолог Владимир Сизов.
Вплоть до 1917 года особняк принадлежал наследникам Губина. Перед началом Октябрьской революции владелицей числилась правнучка предпринимателя Е. Н. Самарина. Однако позднее усадьбу национализировали и расположили в ней военные части. К 1922-му здание переоборудовали под Институт фтизиатрии и ортопедии Наркомздрава. Реконструкция дома проходила под руководством архитектора Владимира Адамовича. Позднее строение перешло в ведомство Московского физиотерапевтического общества, а затем — Научно-исследовательского института ревматологии. В 1930-х годах под руководством архитектора Владимира Адамовича осуществлялась реставрация главного фасада комплекса. К 1934-му слева от главного дома возвели корпус для общежития работников милиции. Архитектором проекта выступал Александр Гребенщиков.

### Открытие музея

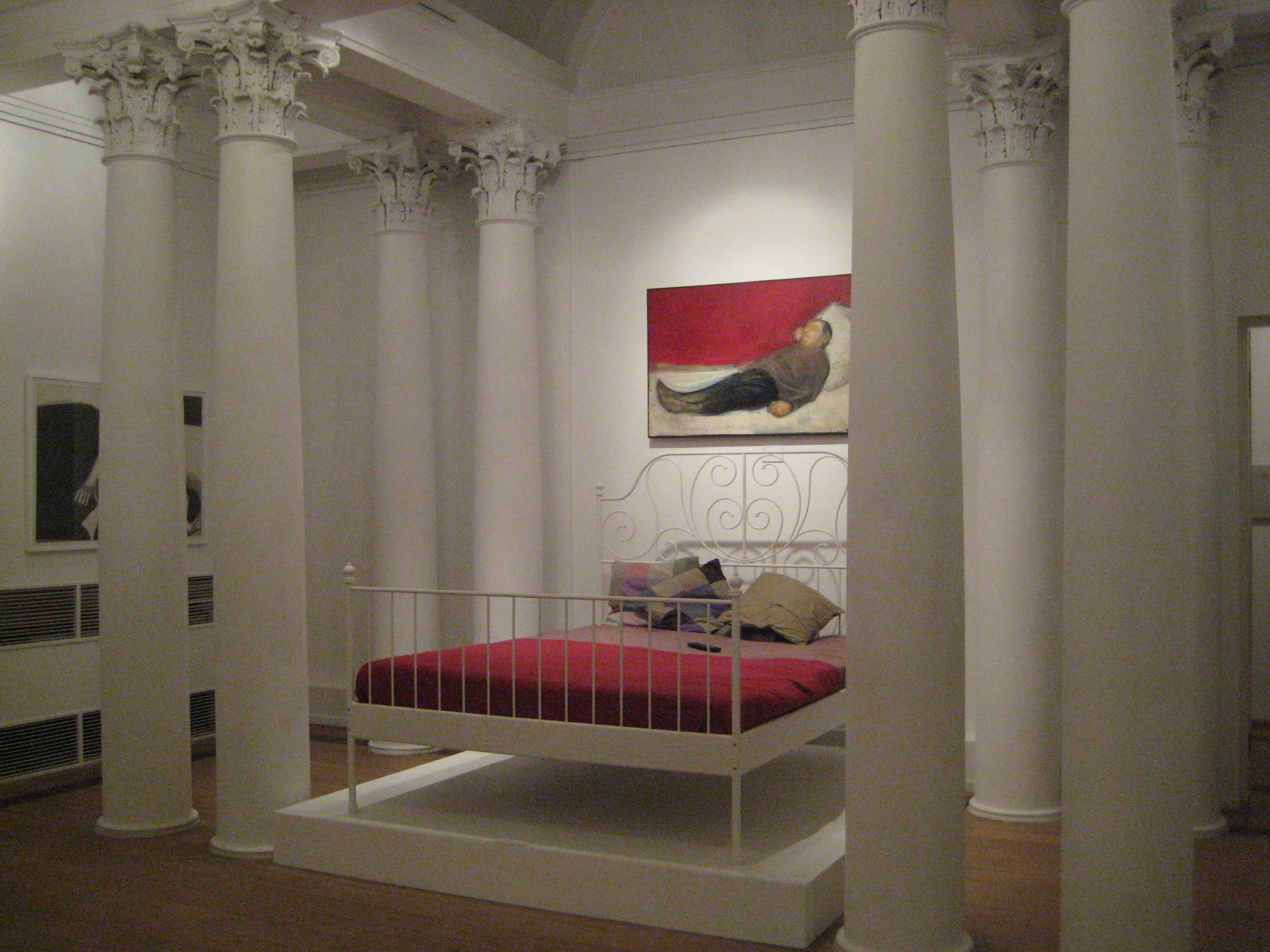
Экспозиция Музея современного искусства в интерьерах особняка, 2011 год

15 декабря 1999 года в особняке открылся Музей современного искусства (также известен как ММоМА — аббревиатура английского названия музея The Moscow Museum of Modern Art). Он стал первой в России государственной галерей, полностью посвящённой художникам XX и XXI веков. Идея размещения музея на базе старинной усадьбы была связана с желанием представить посетителям сочетание старых и новых форм искусства. Изначально основой экспозиции стала личная коллекция директора организации Зураба Церетели, однако позднее её дополнили работами Казимира Малевича, Дмитрия Пригова, Олега Кулика, Владимира Дубосарского, Александра Виноградова, Николая Полисского, Павла Пепперштейна и других. Большинство работ принадлежат русским художникам, однако представлены также и зарубежные авторы: Пабло Пикассо, Хуан Миро, Сальвадор Дали и другие. По состоянию на 2013 год фонд насчитывал около 12 тысяч экземпляров, представлявших основные периоды развития авангардизма. На территории комплекса также проводятся публичные чтения современной русской литературы.

## Архитектура
Здание считается одним из лучших образцов московского классицизма. Особняк Губина находится в самой высокой части Петровки и формирует перспективную панораму улицы. Вытянутое строение дополняет колокольню Высоко-Петровского монастыря, располагающуюся напротив. Центрально-осевая композиция усадьбы со стороны главного фасада представлена ступенчатыми объёмами. Трёхэтажную центральную часть особняка поддерживают вдоль линии улицы более низкие боковые корпуса. Средний объём дома представлен ризалитом с четырёхколонным в антах портиком коринфского ордера, который оттеняют узкие впадины по бокам. Нижняя часть главного фасада отделана рустом. Общую композицию дополняют спаренные ионические пилястры и скульптурные барельефы боковых корпусов. Такой декор подчёркивает классический стиль строения.
Казаков планировал выстроить со стороны заднего фасада два симметричных флигеля, однако возвели только правый из них. Позднее его сильно перестроили, но строение сохранило некоторые архитектурные формы. Так, со стороны улицы размещается лоджия со спаренными колоннами. Между корпусом и главным домом располагались ворота с пилонами, позднее в ходе реконструкций они утратили первоначальный вид. По задумке архитектора парадная анфилада особняка выходила в хорошо освещённый сад за домом. Она вела в просторный вестибюль, украшенный колоннами с плоским куполом. Над ним располагался большой зал, обращённый на улицу. Жилые комнаты усадьбы выходили окнами во двор. Интерьеры особняка были частично изменены и отличаются от задуманных Казаковым. Так, утеряна колоннада главной лестницы, которую заменила ложная арка с архитравом, перестроен ритм колонн в парадной спальне. Однако отделка главного зала и вестибюля почти не изменились.

Фотографии деталей интерьера и главного фасада боковых корпусов особняка Губина, 2010-е годы
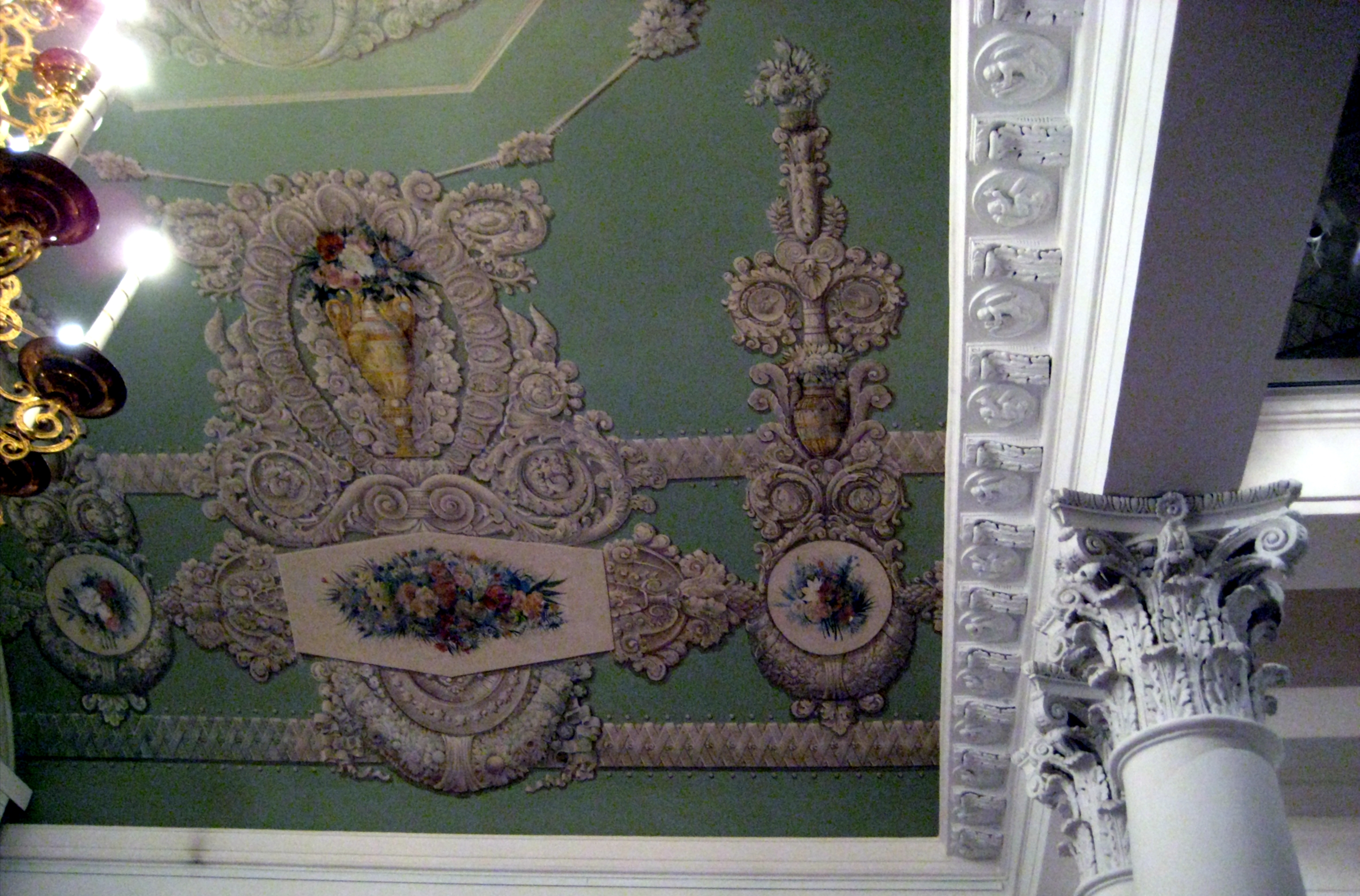
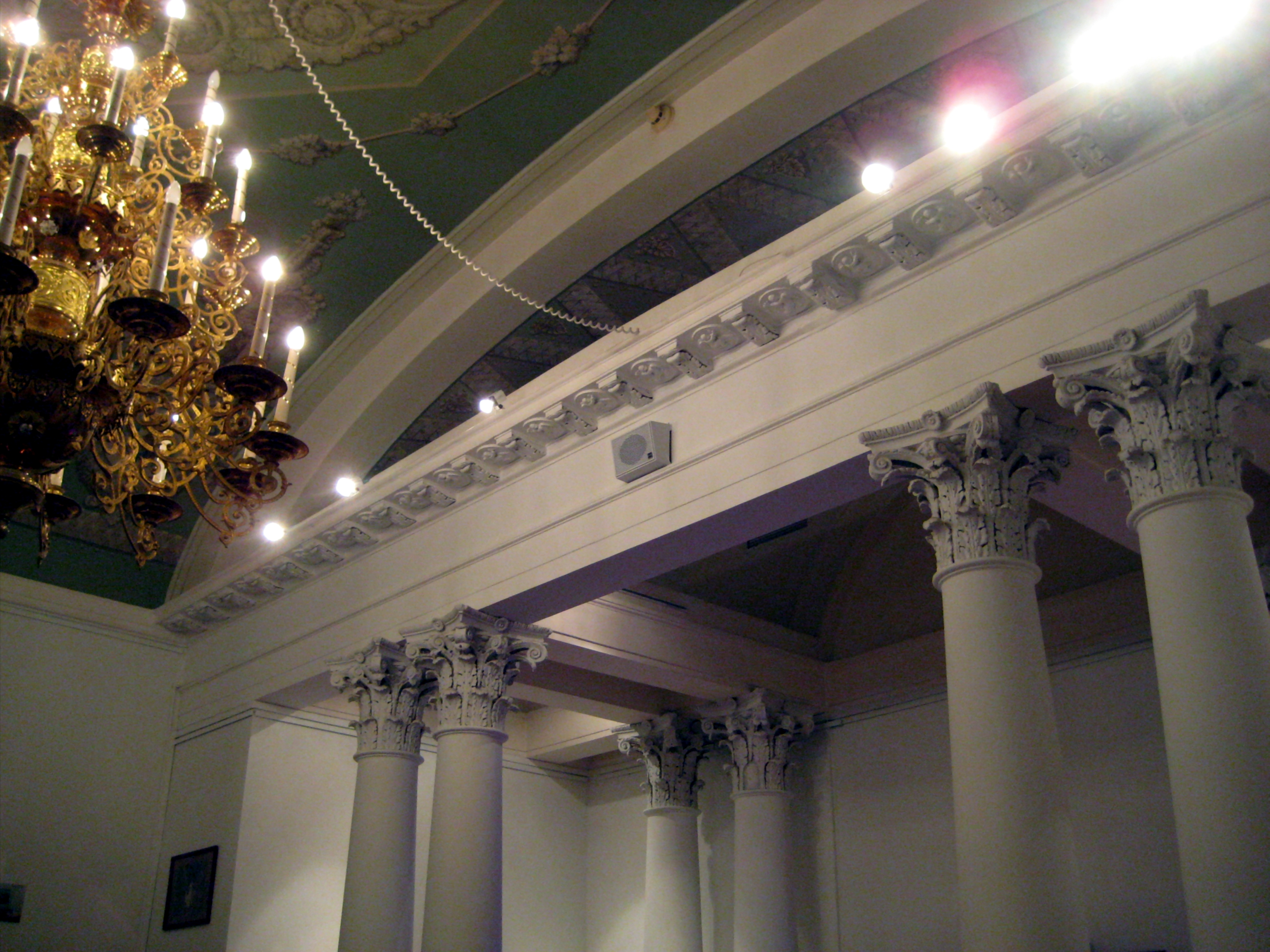
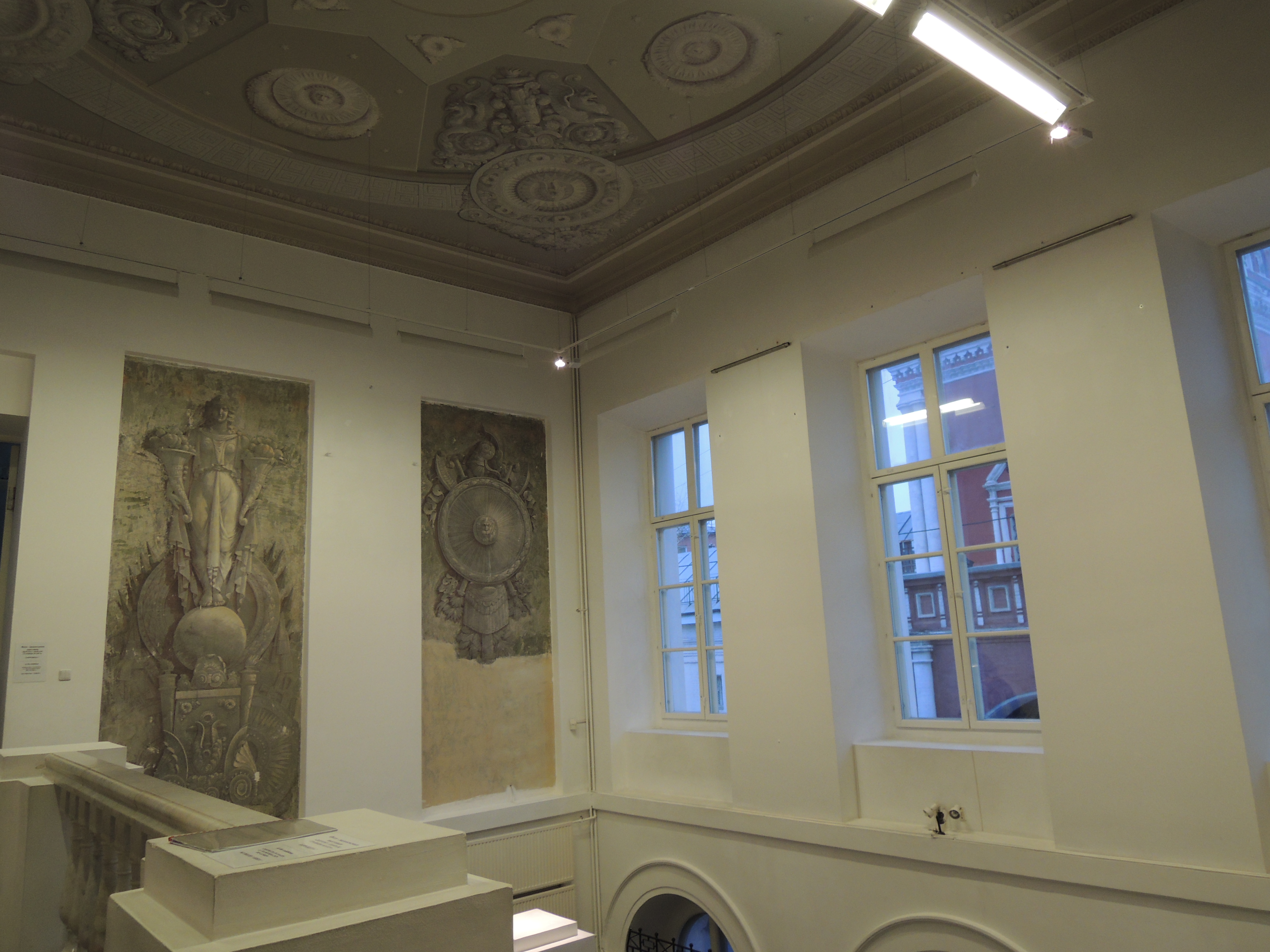
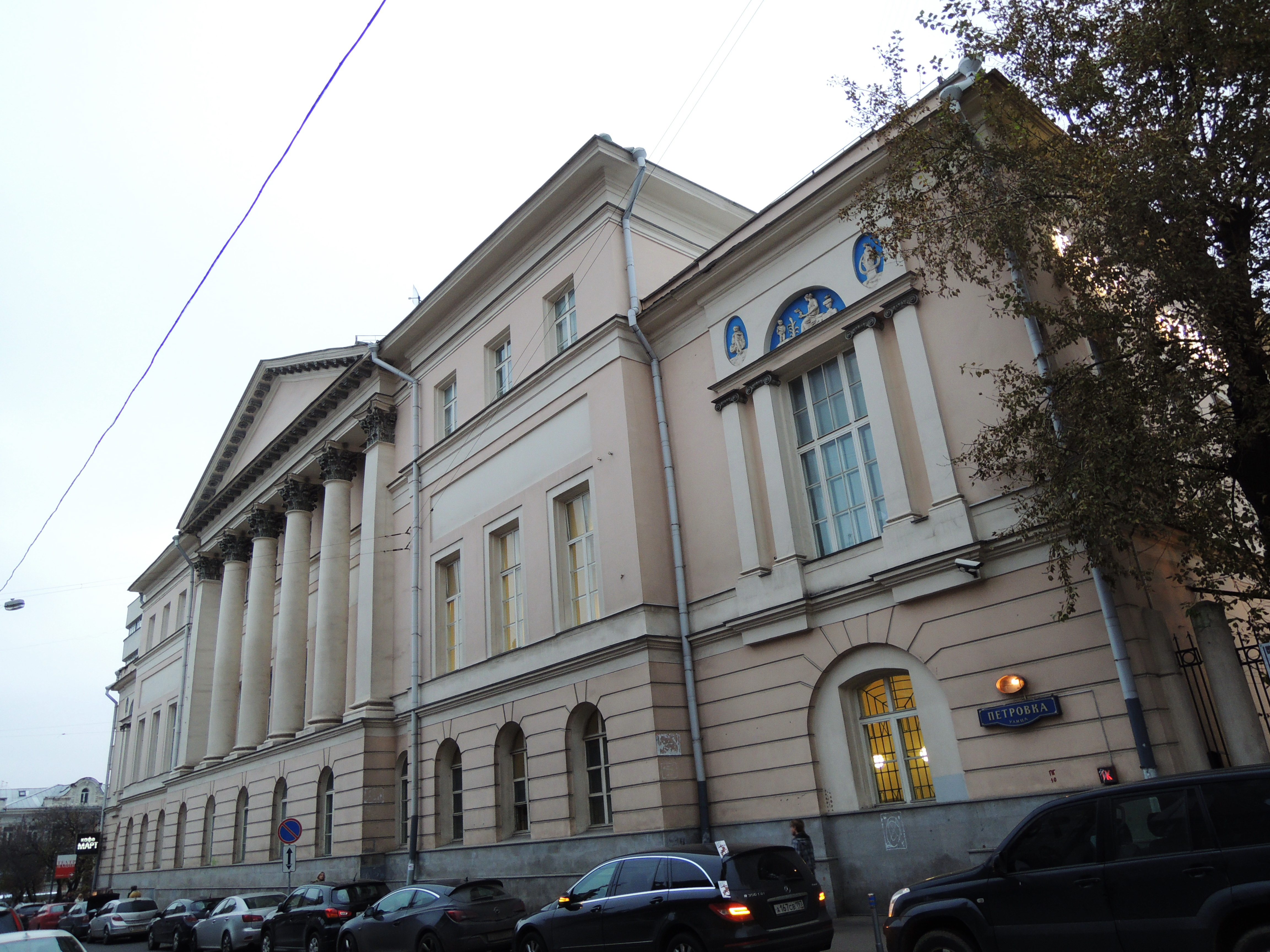